# Агідель
Агіде́ль (рос. Агидель, башк. Ағиҙел) — місто у складі Башкортостану, Росія. Адміністративний центр та єдиний населений пункт Агідельського міського округу.

## Географія
Знаходиться за 45 км від міста Нефтекамськ, за 100 км від залізничної станції Янаул Куйбишевської залізниці.

## Назва
Місто назване за башкирською назвою річки Білої, у місці злиття якої з Камою й розташовано населений пункт.

## Історія
На місці сучасного міста раніше існували сільські населені пункти Старокабаново та Такталачук.
Агідель виник як селище в 1980 році у зв'язку з будівництвом Башкирської АЕС, з 1991 року має статус міста.

## Населення
Населення — 14601 особа (2019; 16370 у 2010, 18721 у 2002).

## Господарство
Від міста проходить автомобільна дорога, що сполучає його з Уфою, Іжевськом, Казанню, Перм'ю та Єкатеринбургом. Через річки Біла і Кама місто має вихід в Каспійське, Чорне, Балтійське моря, річковий порт має можливість приймати у себе судна типу «річка-море» водотоннажністю до 5000 тонн.